# Le Boucher
Le Boucher és una pel·lícula francoitaliana dirigida per Claude Chabrol i estrenada el 1970.

## Argument
Al petit poble de Trémolat, al Périgord, se celebra el matrimoni del professor de primària Léon Hamel amb una noia del poble. Entre els invitats de la cerimònia, la jove col·lega del professor, Hélène, que és igualment la directora del centre escolar i Paul Thomas, anomenat Popaul, el carnisser del poble.
Hélène i Paul es coneixen en el casament i simpatitzen. Sota l'encant de la jove dona, el carnisser li confia que ha fugit del seu pare violent allistant-se a l'exèrcit i ha participat en les guerres d'Indoxina i d'Algèria. Pel que fa a Hélène, d'origen parisenc, ha viscut una història d'amor amb un mal final. La jove institutriu, que considera Popaul com un amic que mobla la seva solitud, el fa participar en les activitats dels alumnes i el convida a casa seva.
La calma del poble s'esvaeix quan es descobreix el cadàver d'una noia del poble, assassinada a ganivetades. En una sortida escolar amb els seus alumnes, Hélène descobreix un altre cos de dona, que resulta ser la muller de Léon, assassinada de la mateixa manera. En el lloc del crim, descobreix un encenedor igual que el que va regalar a Popaul pel seu aniversari, el recull i calla. El comissari Grumbach, encarregat de l'assumpte, interroga Hélène sobre l'homicidi. Quan Popaul ret visita, un vespre, a Hélène, li ofereix una cigarreta perquè li encengui.
Popaul es proposa de repintar el sostre del pis de la dona, i en descobrir, tot cercant un drap per netejar una tasca de pintura, l'encenedor que Hélène ha recuperat del segon homicidi, se'l guarda a la butxaca. Quan ella torna, anuncia que ha estat comès un tercer homicidi semblant als dos primers.
Hélène descobreix que Popaul ha pres l'encenedor i comprèn que aquest ell és l'assassí de les noies. A la nit, ell la crida per parlar-li, però ell es nega a deixar-lo entrar a l'escola i, esporuguida, tanca les portes. Ell, tanmateix, hi entra armat d'un ganivet i li explica les raons dels seus homicidis. Però gira el ganivet contra si mateix i acaba a l'hospital on, després d'haver estat besat per Hélène, mor sense que els metges puguin fer res per salvar-lo.
En marxar de l'hospital, Hélène s'atura en plena nit a la vora del riu, postrada per allò que ha passat i s'hi queda fins a l'alba.

## Repartiment
- Stéphane Audran: Hélène David
- Jean Yanne: Paul Thomas, anomenat Popaul
- Roger Rudel: inspector Grumbach
- William Guérault: Charles
- Mario Beccaria: Léon Hamel
- Antonio Passalia: Angelo
- Pascal Ferone: Père Charpy
- Els habitants de Trémolat-en-Périgord
- Dominique Zardi: doublure chant d'Antonio Passalia

## Premis i nominacions
Premis
- 1970: Festival Internacional de cinema de Sant Sebastià a la millor actriu per Stéphane Audran

Nominacions
- 1973: BAFTA a la millor actriu per Stéphane Audran

## Al voltant de la pel·lícula
- Le Boucher marca la tercera col·laboració entre Claude Chabrol i Jean Yanne després de La Ligne de démarcation (1966) i Que la bête meure (1969). Es trobaran una quarta i última vegada per a Madame Bovary (1991).
- Le Boucher va ser rodada a Trémolat, a la Dordonya i a les grutes de Cougnac, al Lot, de setembre a octubre del 1969.
- Claude Chabrol fa una picada d'ull a Balzac en fer llegir a Hélène, la institutriu, un extracte del capítol V de La Femme de trente ans en forma de dictat:[2]

| « | En obrir la porta de la cambra amb brusquedat, Hélène s'havia aixecat del divan en el qual descansava; però va veure el marquès i va llançar un crit de sorpresa. Estava tan canviada que calien els ulls d'un pare per reconèixer-la. El sol dels tròpics havia embellit la seva blanca figura d'un color morè, d'un color meravellós que li donava una expressió de poesia; i s'hi respirava un aire de grandària, una fermesa majestuosa, un sentiment profund pel qual l'ànima més grollera s'havia d'impressionar | » |

 En una festa, Popaul es disfressarà de marquès i començarà un pas de ball amb Melle Hélène.